# Universidade Rissho

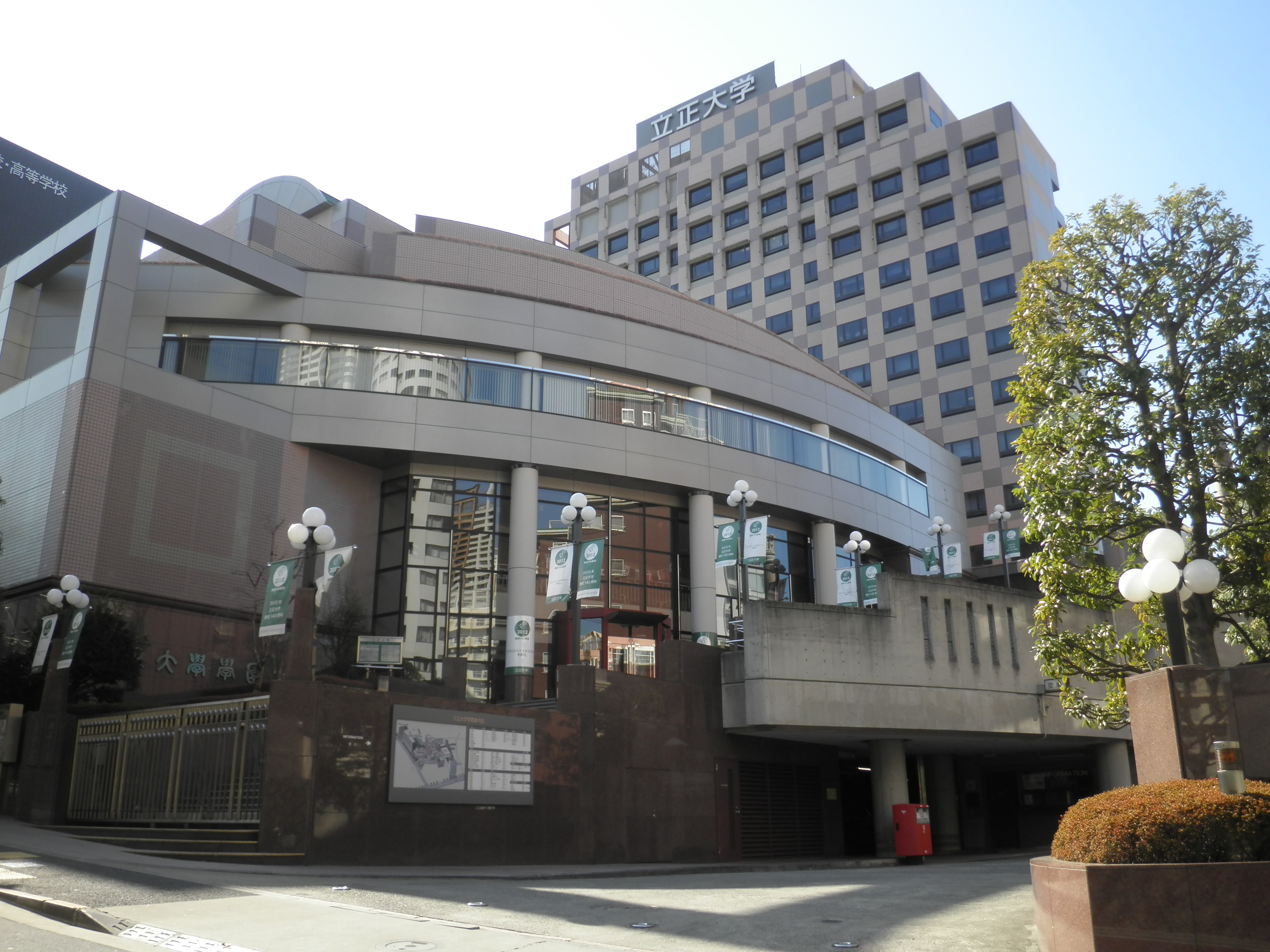
Campus

A Universidade Rissho (立正大学, Risshō Daigaku) é uma das universidades mais antigas do Japão, fundada em 1580 quando um seminário foi estabelecido como um centro de aprendizagem para jovens monges do Budismo de Nitiren.
O nome da universidade veio de Rissho Ankoku Ron, uma tese escrita por Nichiren, um proeminente sacerdote budista do período Kamakura. A Universidade Rissho tem aproximadamente 11 900 alunos. Possui 14 departamentos de graduação e 6 departamentos de pesquisa escolar de pós-graduação em dois campi separados.